# كارلوس ريفيرا
كارلوس ريفيرا (بالإسبانية: Carlos Rivera) (30 مايو 1979 ببنما في بنما - ) هو لاعب كرة قدم بنمي في مركز الدفاع. شارك مع منتخب بنما لكرة القدم. أما مع النوادي، فقد لعب مع إنديبندينتي ميديلين ونادي برسبوليس وSan Francisco F.C. ‏ وDeportivo Marquense ‏ وسبورتينغ سان ميغيليتو ونادي ديبورتيفو أراب يونيدو ونادي تاورو ‏.

## وصلات خارجية
- كارلوس ريفيرا على موقع قاعدة بيانات كرة القدم.إي يو (الإنجليزية)
- كارلوس ريفيرا على موقع ناشيونال فوتبول تيمز (الإنجليزية)
- كارلوس ريفيرا على موقع Soccerway.com (الإنجليزية)

## __LEAD_SECTION__
كارلوس أوغستو ريفيرا غورا (ولد في 15 مارس 1986) المعروف ببساطة باسم كارلوس ريفيرا (بالإسبانية: Carlos Rivera) هو مغني مكسيكي صعد إلى الشهرة عندما فاز في الموسم الثالث من برنامج المواهب "لا أكاديميا".  خلال مسيرته الفنية أطلق أربعة ألبومات استوديو و شارك في ست مسرحيات.
كارلوس أوغستو ريفيرا غورا (ولد في 15 مارس 1986) المعروف ببساطة باسم كارلوس ريفيرا (بالإسبانية: Carlos Rivera) هو مغني مكسيكي صعد إلى الشهرة عندما فاز في الموسم الثالث من برنامج المواهب "لا أكاديميا".  خلال مسيرته الفنية أطلق أربعة ألبومات استوديو و شارك في ست مسرحيات.
1. 1 2  "Carlos Rivera, de ganador de la Academia a artista internacional – Armando Planes" (بالإسبانية). 27 Aug 2018. Archived from the original on 2023-10-22.